# Bōnen no Xamdou
Bōnen no Xamdou ou Xam'd: Lost Memories (亡念のザムド, Bōnen no Zamudo ou Bōnen no Zamned), est une série d'animation japonaise conceptualisée par le studio Bones en partenariat avec Sony Computer Entertainment et Aniplex.
La série a été lancée au moment de l'inauguration du PlayStation Network et de son service vidéo, lors de l'E3, tout d'abord aux États-Unis le 16 septembre 2008, puis au Japon le 24 septembre 2008.
La série est composée de 26 épisodes. La semaine de son lancement, Xam'd: Lost Memories a été la vidéo la plus téléchargée du Playstation Network.

## Histoire
L'île Sentan, un endroit paisible, flotte au milieu d'une guerre entre les Gouvernements du Nord et du Sud. Akiyuki Takehara vit ici, avec sa mère Fusa. Son père, Ryuzo, le médecin de l'île, vit à part. 
Un beau jour, la tranquillité de l'île est rompue par une explosion du bus scolaire, dans lequel Akiyuki et ses deux amis Haru et Furuichi sont présents. L'explosion produit une lumière mystérieuse qui pénètre le bras d'Akiyuki. Sans avoir le temps de comprendre ce qui lui arrive, Akiyuki se transforme en Xam'd, une créature hybride. Attaqué par un monstre, il combat sans relâche jusqu'à l'arrivée d'une fille étrange, qui lui impose un choix : vivre en venant avec elle ou mourir en se transformant en pierre. 
Akiyuki embarque alors pour un périple qui lui fera découvrir de nouveaux horizons et dans un voyage initiatique qui lui permettra d'appréhender la créature qui l'habite, le Xam'd.

## Personnages
Akiyuki Takehara (竹原 アキユキ, Takehara Akiyuki)Seiyu: Atsushi Abe
Akiyuki est un lycéen qui vit sur l'île de Sentan. Il fut choisi par une pierre d'âme logée à son bras droit qui le transforma en Xam'd. Tout le long de son périple, il tentera de retourner sur l'île de Sentan et de maîtriser ses pouvoirs. Il fut recueilli par l'équipage du Zanbani, Nakiami le sauva au début de la série alors qu'il se transformait en pierre, c'est le personnage principal.
Nakiami (ナキアミ)Seiyu: Yūko Sanpei
Nakiami vit sur le Zanbani, un vaisseau postal dirigé par Ishuu Benikawa.
Haru Nishimura (西村 ハル, Nishimura Haru)Seiyu: Fumiko Orikasa
Haru est une camarade de classe et une amie d'enfance d'Akiyuki. Elle est amoureuse de celui-ci. Tout le long de la série, elle tentera de rentrer en contact avec Akiyuki, elle rejoint les rangs de l'armée pour. Elle est capable d'entendre les voix des xam'ds et de voir la tour diamant.
Furuichi
Furuichi est un camarade de classe et l'ami d'enfance d'Akiyuki, il est amoureux de Haru, il se considère comme l'ombre d'Akiyuki. Il rejoint les rangs de l'armée pour sauver l'île, et fut promu sous-lieutenant. Après l'explosion du bus, il reçut lui aussi une pierre d'âme, logée sur sa jambe droite. Au bout d'un certain temps, il finira par se transformer en Xam'd, mais ne possèdera pas de masque. Il finira par se suicider avec, comme derniers mots « La vie sera plus belle si je disparaissais, moi et mon entité, hein ? » avant de s'arracher la tête avec son bras de xam'd.

## Anime
La série est coproduite par les studios Bones, Aniplex et Sony Computer Entertainment.
- Réalisateur : Masayuki Miyaji
- Character Design : Ayumi Kurashima
- Design : Seiichi Hashimoto
- Design mécanique : Kimitoshi Yamane.

Bones a produit l'animation et Aniplex est responsable de la bande son.

### Liste des épisodes
Les épisodes ont commencé à sortir hebdomadairement, à compter du 18 juillet 2008, en version japonaise sous-titrée anglaise. Les douze épisodes suivants sont sortis par paire chaque semaine, à partir du 24 septembre. Puis les treize derniers séparément.
| No | Titre français                           | Titre japonais                                           | Titre japonais                                               | Date de 1re diffusion |
| No | Titre français                           | Kanji                                                    | Rōmaji                                                       | Date de 1re diffusion |
| --- | ---------------------------------------- | -------------------------------------------------------- | ------------------------------------------------------------ | --------------------- |
| 01 | Xam'd à l'aube de la guerre              | ザムド 陽炎に現る                                        | Zamudo Kagerō ni Arawaru                                     | 18 juillet 2008       |
| Akiyuki vivait une existence de lycéen paisible sur l'île Sentan. L'endroit est ravagé par une attaque armée étrange, et une créature prend le contrôle du corps d'Akiyuki.                                                                                                   |                                          |                                                          |                                                              |                       |
| 02 | Blackout sur l'île Sentan                | 尖端島 思考停止                                          | Sentan-tō Shikō Teishi                                       | 24 septembre 2008     |
| Transformé en Xam'd, Akiyuki doit combattre l'invasion ennemie, protégeant son amie, Haru. La mystérieuse Nakiami apparaît et le récupère soudainement, et le transporte au vaisseau postal aérien Zanbani, où elle vit.                                                      |                                          |                                                          |                                                              |                       |
| 03 | Le chemin de la liberté                  | 偽装 国際郵便船                                          | Gisō Kokusai Yūbinsen                                        | 1er octobre 2008      |
| Nakiami applique un traitement spécial au bras d'Akiyuki pour contenir le pouvoir du Xam'd. Durant ce temps, sa famille et ses amis s'inquiètent de lui. |                                          |                                                          |                                                              |                       |
| 04 | Illumination                             | この世に響く 耳鳴りの数々                                | Konoyo ni Hibiku Miminari no Kazukazu                        | 1er octobre 2008      |
| S'accoutument progressivement à son environnement, Akiyuki suit un entraînement spécial pour contrôler ses pouvoirs. |                                          |                                                          |                                                              |                       |
| 05 | Relations bouleversées                   | 調停する者 しない者                                      | Chōtei suru Mono Shinai Mono                                 | 8 octobre 2008        |
| Nakiami rencontre de vieilles connaissances, tandis que le reste de l'équipage du Zanbani se demande si elle va quitter le vaisseau. Une camarade de classe de Haru et Furuichi, qui a perdu toute sa famille durant l'attaque armée, tombe dans le désespoir.                |                                          |                                                          |                                                              |                       |
| 06 | Dans le feu de l'action                  | ハルと極東自治区                                         | Haru to Kyokutō Jichiku                                      | 8 octobre 2008        |
| Haru reçoit enfin des nouvelles d'Akiyuki, juste après être entrée dans l'armée avec Furuichi. Ils sont confrontés à un Xam'd de test, au camp d'entraînement, qui s'est échappé du laboratoire de recherches.                                                                |                                          |                                                          |                                                              |                       |
| 07 | Gardiens de pierre                       | 屹立 背負うは命か猫股か                                  | Kitsuritsu Seou wa Inochi ka Nekomata ka                     | 15 octobre 2008       |
| Akiyuki reçoit les lettres de Haru, qui tient à le rencontrer au Col de Tsumebara. Il s'y rend avec Roppa. Mais il rencontre sur le chemin des humains qui se sont transformés.                                                                                               |                                          |                                                          |                                                              |                       |
| 08 | Épreuve de force au col de Tsumebara     | 詰腹峠のヒトガタ狩り                                     | Tsumebara Tōge no Hitogata Kari                              | 15 octobre 2008       |
| Akiyuki et Haru se rencontrent finalement, mais cet événement est arrêté par Furuichi, furieux envers Akiyuki, et le combat après avoir découvert qu'il était bel et bien un Xam'd.                                                                                           |                                          |                                                          |                                                              |                       |
| 09 | L'étonnant Raigyo                        | 水もしたたる角股雷魚                                     | Mizu mo Shitataru Tsunomata Raigyo                           | 22 octobre 2008       |
| Raigyo, lui aussi Xam'd, débarque sur le Zanbani après 2 ans d'absence. Tous les membres de l'équipage sont heureux de le revoir, mais Akiyuki a du mal à partager ce sentiment unanime.                                                                                      |                                          |                                                          |                                                              |                       |
| 10 | Aller de l'avant                         | 過去 重い斬る                                            | Kako Omoi Kiru                                               | 22 octobre 2008       |
| Raigyo demande à l'équipage de se rassembler pour une photo de groupe. Haru décide de continuer sa carrière militaire. |                                          |                                                          |                                                              |                       |
| 11 | Assaut sur le Zanbani                    | 襲撃 ザンバニ号                                          | Shūgeki Zanbani-gō                                           | 29 octobre 2008       |
| L'équipage du Zanbani doit se défendre contre l'assaut d'humanoïdes des Forces du Nord. |                                          |                                                          |                                                              |                       |
| 12 | Des fleurs qui éclosent dans l'obscurité | 暗闇で咲く花                                             | Kurayami de Saku Hana                                        | 29 octobre 2008       |
| À la suite de l'incident du Zanbani, Nakiami décide de retourner dans son pays natal, et Akiyuki décide de la suivre. Haru rend visite à Furuichi, étonnamment absent, et découvre qu'il est, lui aussi, un Xam'd.                                                            |                                          |                                                          |                                                              |                       |
| 13 | Courir pieds nus                         | タダ 裸足デ走ルシカナイ                                  | Tada Hadashi de Hashiru Shikanai                             | 5 novembre 2008       |
| Akiyuki met haru au courant de son retour sur l'île Sentan, mais prévient du même coup l'armée de sa présence. Après une brève visite chez son père, la rencontre entre Akiyuki et Haru a lieu, une nouvelle fois écourtée par Furuichi, qui s'énerve et utilise son pouvoir. |                                          |                                                          |                                                              |                       |
| 14 | Ciels bleu-azur                          | 蒼スギル空                                               | Ao Sugiru Sora                                               | 12 novembre 2008      |
| Furuichi perd le contrôle de ses pouvoirs et devient fou. Défait par Akiyuki, il redevient calme. L'armée intervient et arrête Haru et Furuichi, tandis qu'Akiyuki couvre la fuite de Nakiami en prenant le Commandant Kakisu en otage.                                       |                                          |                                                          |                                                              |                       |
| 15 | Âmes apaisées                            | まま 眠れる魂                                            | Mama Nemureru Tamashii                                       | 19 novembre 2008      |
| Akiyuki perd le contrôle de lui-même, et son masque de Xam'd reste fixé continuellement. Il est capturé alors par des commerçants d'esclaves. Nakiami continue son voyage et rencontre Yango, un enfant Xam'd.                                                                |                                          |                                                          |                                                              |                       |
| 16 | Brûlés dans nos rêves                    | 途上の季節が炎え墜ちる                                   | Tojō no Kisetsu ga Moe Ochiru                                | 26 novembre 2008      |
| Nakiami et Yango continuent leur périple. L'armée du Sud fait des expériences sur la petite sœur de Haru. Une mystérieuse créature persuade une femme âgée d'acheter Akiyuki chez le marchand d'esclaves.                                                                     |                                          |                                                          |                                                              |                       |
| 17 | Les agneaux de l'Altar                   | 子羊とオボロ月                                           | Kohitsuji to Oborotsuki                                      | 3 décembre 2008       |
| Haru a une chance de s'échapper. Nakiami arrive à son pays natal, et est reçue par le chef, qui n'est autre que sa petite sœur. |                                          |                                                          |                                                              |                       |
| 18 | Qu'est-ce que tu peux voir d'ici?        | そこから何が見えるか                                     | Soko kara Nani ga Mieru ka                                   | 10 décembre 2008      |
| 19 | Sudden Outbreak: Romance Flowers Bloom   | 偶発 ロマンス開花                                        | Gūhatsu Romansu Kaika                                        | 17 décembre 2008      |
| 20 | Watered with Tears                       | 涙咲く 散る会うと                                        | Namida Saku Chiruauto                                        | 24 décembre 2008      |
| 21 | Sanctuary Breached                       | 禁猟区潜入 「泣いたら負けだ」 フサはずっとそう思っていた | Kinryōku Sennyū "Naitara Make da" Fusa wa Zutto Sō Omotteita | 31 décembre 2008      |
| 22 | Tojiro and Ryuzo                         | 凍二郎とリュウゾウ                                       | Tōjirō to Ryūzō                                              | 7 janvier 2009        |
| 23 | Hiruken Emperor Born                     | 誕生 ヒルケン皇帝                                        | Tanjō Hiruken Kōtei                                          | 14 janvier 2009       |
| 24 | Voices From Beyond                       | 亡き魂の邂逅                                             | Naki Tamashii no Kaikō                                       | 21 janvier 2009       |
| 25 | Nakiami and Sannova                      | ナキアミとサンノオバ                                     | Nakiami to Sannōba                                           | 28 janvier 2009       |
| 26 | The Great Rock and the Girl              | 大きな石と少女                                           | Ōkina Ishi to Shōjo                                          | 4 février 2009        |